# Coenochilus similis
Coenochilus similis är en skalbaggsart som beskrevs av Schein 1954. Coenochilus similis ingår i släktet Coenochilus och familjen Cetoniidae. Inga underarter finns listade i Catalogue of Life.